# 塔拉巴州
塔拉巴州（英語：Taraba State）是奈及利亞36州之一，首府扎里亚。北部是包奇州和贡贝州，东部、南部是喀麦隆的西北省、阿达马瓦省、西南省，西南是贝努埃州，西北是纳萨拉瓦州、高原州。
1. ↑  . population.gov.ng.   [2017-10-10]. （原始内容存档于2017-10-10） （美国英语）.
2. ↑  . www.citypopulation.de.   [2024-02-05]. （原始内容存档于2025-02-03）.
3. 1 2  Okeowo, Gabriel; Fatoba, Iyanuoluwa (编).  (PDF). Budgit.org. BudgIT. 2022-10-13  [2023-03-07]. （原始内容 (PDF)存档于2024-03-28）.
4. ↑  . hdi.globaldatalab.org.   [2018-09-13]. （原始内容存档于2018-09-23） （英语）.